# Buzsák
Buzsák là một thị trấn thuộc hạt Somogy, Hungary. Thị trấn này có diện tích 59,68 km², dân số năm 2010 là 1403 người, mật độ 24 người/km².